# Rodna kuća Ljudevita Gaja
Rodna kuća Ljudevita Gaja je višeslojni objekt u gradu Krapini zaštićeno kulturno dobro.

## Opis dobra
Rodna kuća Ljudevita Gaja u Krapini predstavlja tipični primjer građanske stambene kuće s kraja 18. st. Kuća je prizemnica s podrumom, tlocrtno građena u ključ. Podrumski te djelomično prizemni dio nadsveden je bačvastim svodom sa susvodnicama, češkim svodom i pruskim svodom na traverzama, dok ostatak prizemnih prostorija ima ravni strop. Pročelja su jednostavno oblikovana, glatko ožbukana, sa središnjim plitkim rizalitom na uličnom pročelju, te soklom, istaknutim prozorskim klupčicama i holkelom kao horizontalnim elementima raščlambe. U kući je od 1966. godine smješten Muzej Ljudevita Gaja.

## Zaštita
Pod oznakom Z-4904 zavedena je kao nepokretno kulturno dobro - pojedinačno, pravna statusa zaštićena kulturnog dobra, klasificirano kao "profana graditeljska baština".